# As Carolinas

As Carolinas

As Carolinas (em inglês The Carolinas) é o nome genérico que refere conjuntamente os estados de Carolina do Norte e Carolina do Sul, dos Estados Unidos da América. O uso principal deste termo costuma encontrar-se em referências feitas a estes estados em descrições, relatos e estudos sobre a Guerra Civil Americana, em que ambos os estados abraçaram a causa confederada.
Os nomes dos estados se derivam do rei Carlos I de Inglaterra, tendo sido cunhado pelo político Sir Robert Heath em 1629, e ratificado pelo filho do rei, Carlos II, em 1676.

## História
Os primeiros europeus a se estabelecerem nas Carolinas foram um grupo de franceses liderados por Jean Ribault, que em 1562, que ao descobrirem Parris Island na atual Carolina do Sul construíram um forte, a que deram o nome de Charlesfort em homenagem ao rei Carlos IX da França, onde deixaram 27 membros da tripulação. Após motins e fome, os franceses decidiram tentar voltar para a Europa. Apenas um ficou, se misturando aos nativos e mais tarde capturado por um grupo de espanhóis que destruiu o forte. Sobre as ruínas os espanhóis construíram Santa Elena, que entre 1566 e 1587 foi capital da Flórida espanhola.
Em 1584, o inglês Sir Walter Raleigh navegou pela costa do sudeste norte-americano em busca de locais que oferecessem vantagem na Guerra Anglo-Espanhola. Ao ver as Outer Banks da atual Carolina do Norte, considerou ponto ideal para atacar os espanhóis, que possuíam assentamentos ao sul, e fazer contato com os índios. Em 1585 a Colônia de Roanoke se estabeleceu na ilha de Roanoke. Os colonos tiveram um misterioso sumiço em 1587 que garantiu o apelido de "colônia perdida".
Ao político Sir Robert Heath da Câmara dos Comuns foi designado um terreno entre as latitudes 31 e 36 graus em 1629, a que deu o nome de Carolina ou Carolana em homenagem ao rei Carlos I de Inglaterra, porém seus planos de estabelecer uma colônia não se concretizaram.  Carlos II em 1663 designou a área, que se tornaria a província da Carolina, para oito lordes. As diferenças entre as metades norte e sul da colônia levaram a um governador separado ser designado para o norte em 1691. A divisão estava completa em 1719, e em 1729, a Inglaterra oficialmente dividiu o terreno entre duas colônias, província da Carolina do Norte e a província da Carolina do Sul.
Durante a Revolução Americana em 1776, a Carolina do Sul se declarou independente da Inglaterra, e a Carolina do Norte foi parte importante da Guerra da Independência dos Estados Unidos. A Carolina do Sul foi o oitavo estado a ratificar a Constituição dos Estados Unidos, em maio de 1788, e a do Norte o décimo terceiro, em novembro de 1789.